# The Hunt for Red October (film)
The Hunt for Red October is een Amerikaanse film uit 1990, geregisseerd door John McTiernan en met in de hoofdrollen Sean Connery en Alec Baldwin.
De film is gebaseerd op de gelijknamige roman van de Amerikaanse schrijver Tom Clancy uit 1984, die in het Nederlands is uitgegeven onder de naam De jacht op de Red October. Het verhaal is geïnspireerd op de muiterij in 1975 aan boord van het Sovjet-Russische fregat Storoschewoi.
Connery speelt Marko Ramius, commandant van de Red October, een moderne Russische kernonderzeeër van de Typhoon-klasse. Baldwin is Jack Ryan, een Amerikaanse CIA-analist. Beide hoofdrolspelers waren tweede keus. Voor de rol van Marko Ramius had men aanvankelijk Klaus Maria Brandauer op het oog, voor de rol van Jack Ryan was Kevin Costner gevraagd. Zij waren echter geen van beiden beschikbaar in de draaiperiode van de film; Costner draaide toen Dances with Wolves.
Hoewel de film bij verschijning in 1990 vooral negatieve kritieken oogstte, bracht hij toch 200 miljoen dollar op. Ook werd hij bekroond met de Academy Award voor Beste Geluidseffecten.

## Verhaal
Midden in de nacht wordt CIA-agent Jack Ryan voor een geheime missie opgeroepen naar aanleiding van een paar foto's van Ruslands nieuwste onderzeeër: de Red October. Tijdens de eerste vaart van de Red October zet Commandant Ramius koers naar de Amerikaanse Oostkust. Volgens Jack Ryan wil Ramius overlopen, maar het Pentagon denkt daar anders over. Hun vermoeden wordt bevestigd wanneer de Russische ambassadeur met de mededeling komt dat Ramius uit is op een eigen oorlog met de VS. Amerika en Rusland zetten samen de achtervolging in en hun beide vloten hebben dezelfde opdracht: "Vernietig de Red October".

## Rolverdeling
| Acteur               | Personage                  |
| -------------------- | -------------------------- |
| Sean Connery         | commandant Marko Ramius    |
| Alec Baldwin         | CIA-agent Jack Ryan        |
| Scott Glenn          | commandant Bart Mancuso    |
| Sam Neill            | kapitein Vasiliy Borodin   |
| James Earl Jones     | admiraal James Greer       |
| Joss Ackland         | ambassadeur Andrei Lysenko |
| Richard Jordan       | Jeffrey Pelt               |
| Peter Firth          | Ivan Putin                 |
| Tim Curry            | Dr. Petrov                 |
| Stellan Skarsgård    | Kapitein Tupolev           |
| Jeffrey Jones        | Skip Tyler                 |
| Timothy Carhart      | Bill Steiner               |
| Courtney B. Vance    | Matroos Jones              |
| Fred Dalton Thompson | Admiraal Painter           |
| Tomas Arana          | Loginov                    |

## Trivia
- De Russische muziek uit de film werd later door hardstyle-dj A-lusion gebruikt voor het nummer Perfect it.
- In de MMORPG Runescape is er een kleine verwijzing naar deze roman in de queeste Hunt for Red Raktuber.